# Steereella lilliana
Steereella lilliana là một loài Rêu trong họ Metzgeriaceae. Loài này được (Stephani) Kuwah. mô tả khoa học đầu tiên năm 1986.